# Pete Kircher
Peter Derek Kircher (Folkestone, 21 de janeiro de 1945), é um baterista de rock inglês.
Ele tocou entre 1981 e 1985 na banda de rock Status Quo. Os destaques deste período incluem apresentações no Live Aid e no National Bowl, e ter encontrado Carlos, Príncipe de Gales em um show beneficente para The Prince's Trust, realizado no NEC Birmingham, posteriormente lançado em 1982 sob o título de Live at the N.E.C.
O estilo de Kircher é muito rítmico, e muito do seu trabalho carrega um som de caixa muito distinto, que poderia ser considerado a sua principal característica. Ele também mostrou-se ser um vocalista talentoso, apesar de suas passagens pelo vocal em gravações serem poucas.
No início de 1960, Kircher excursionou a Alemanha fazendo turnês em clubes como o baterista do The Burnettes, uma banda com Neil Landon como cantor e Noel Redding como guitarrista. Suas primeiras gravações documentadas são com Noel Redding, que mais tarde tocou baixo com Jimi Hendrix. Mais trabalho de estúdio seguiu, antes de Kircher ser contratado em abril de 1967 para se juntar ao Honeybus que, embora muitas vezes descritos one-hit wonders, produziu um belo corpo de trabalho, que culminou em um criticamente aclamado álbum de 1970, Story, lançado após dissolução definitiva da banda.
Obras menos bem sucedidas comercialmente com o Honeybus sobrevivem na forma de dois álbuns, March Hare (creditada a Colin Hare, guitarrista do Honeybus) e Into Your Ears, um álbum solo de Pete Dello, que foram ambos lançados em 1971. Comparações com o Honeybus foram inevitavelmente feitas, as sessões passaram a ser realizadas com cada vez mais frequência causando uma reunião exceto no nome, e os executivos da gravadora ficaram tão impressionados com este novo trabalho que encomendaram um álbum, Recital, a ser lançado sob o nome Honeybus. Apenas prensagens de teste do álbum existem, pois uma mudança de gestão do selo abortou o lançamento planejado.